# Clearblue (Marke)
Clearblue ist ein Markenname der SPD Swiss Precision Diagnostics GmbH, unter dem Schwangerschaftstests und Ovulationstests vertrieben werden. Nach der Markteinführung im Jahre 1985 in Großbritannien wird die Marke heute in 47 Ländern angeboten.

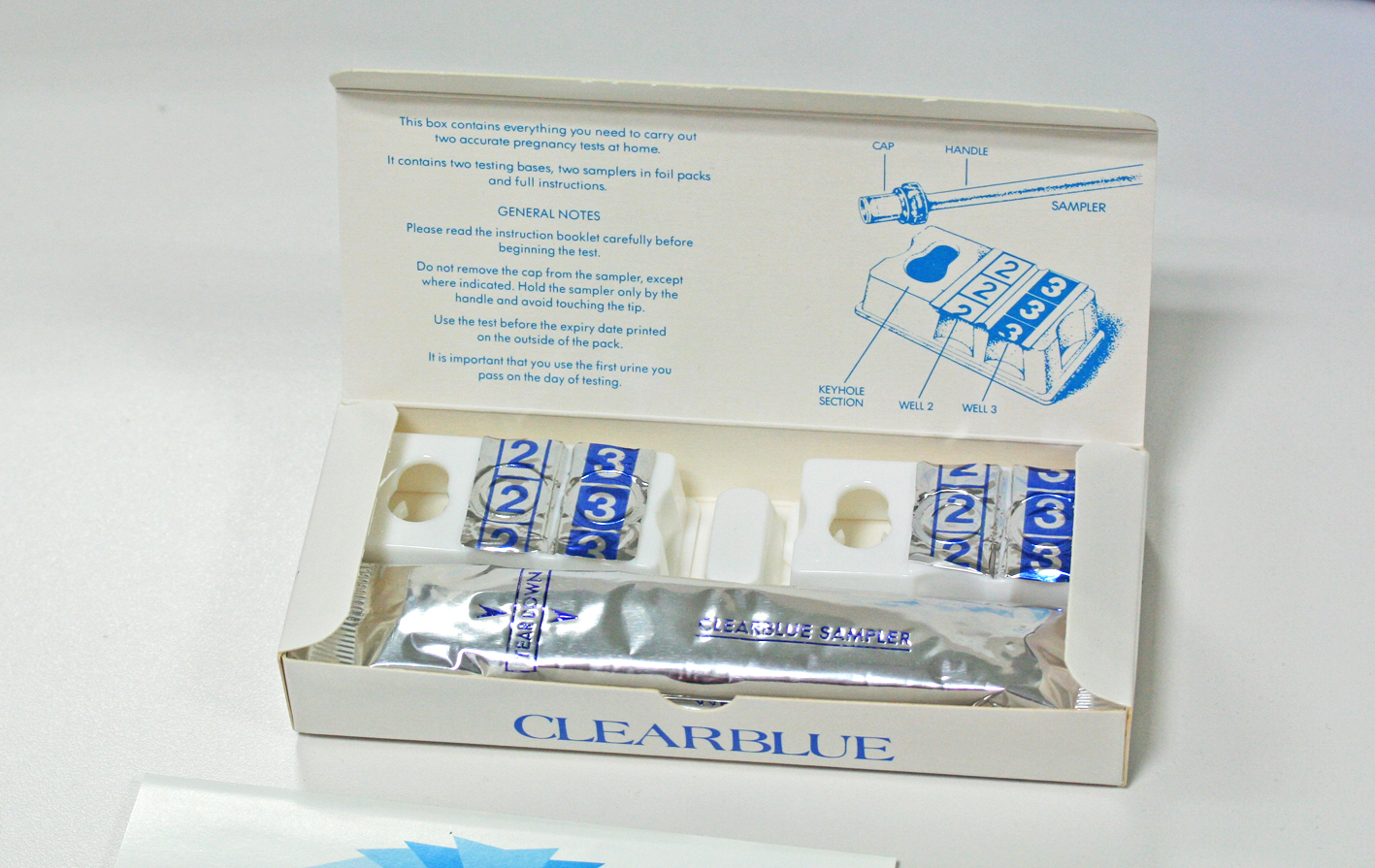
Historisches 3-teiliges Testsystem aus dem Jahre 1985

## Geschichte
Unilever brachte 1985 erstmals einen Schwangerschaftstest mit dem Markennamen Clearblue auf den Markt. Es war der erste Schnelltest für die Heimanwendung auf der Welt, der innerhalb von 30 Minuten ein Resultat lieferte, ohne auf einen Arzttermin warten zu müssen. Der Test bestand aus einem dreistufigen Prozess mit einem kleinen Behälter und einem Stäbchen zum Eintauchen.

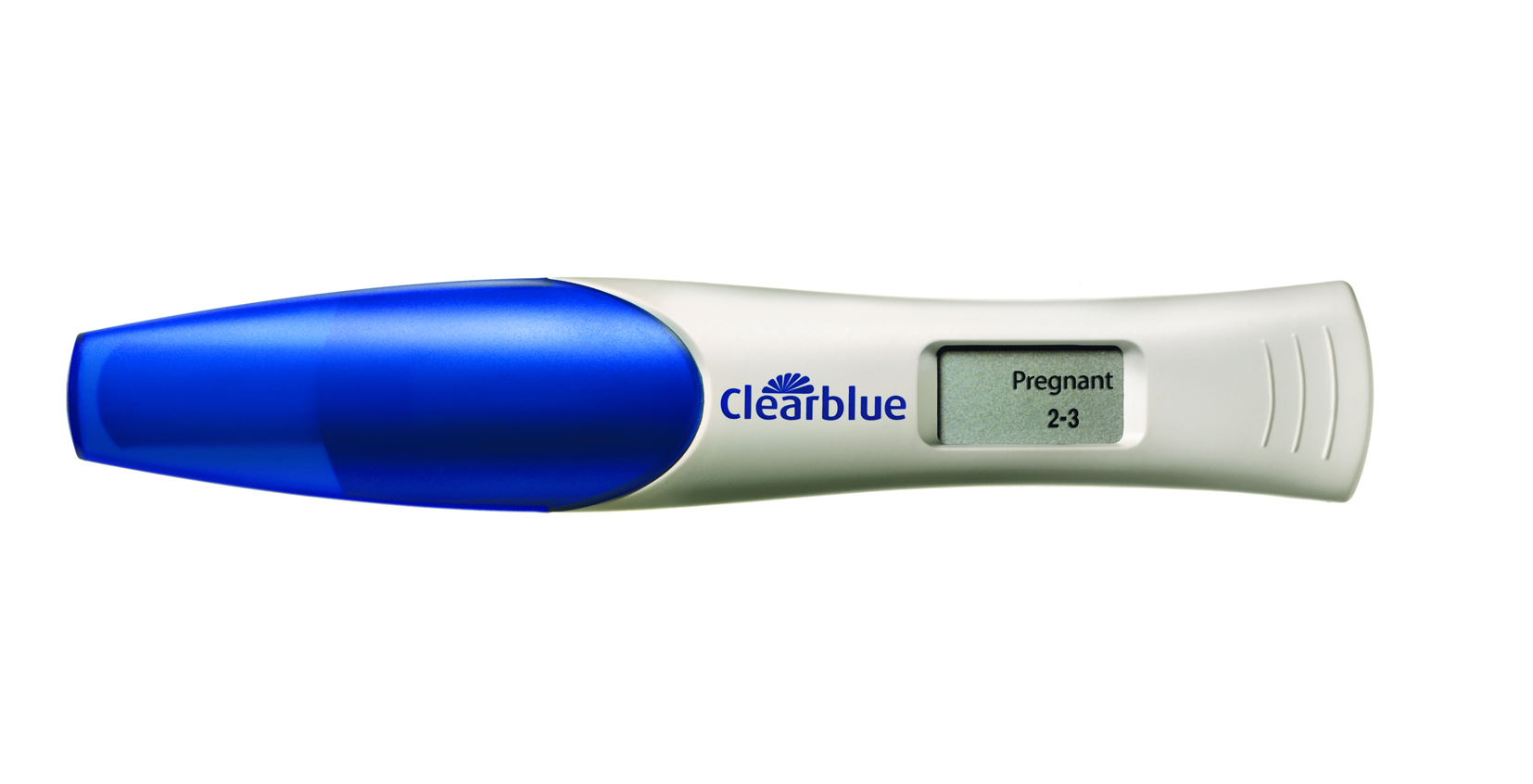
Schwangerschaftstest mit digitalem Display und Anzeige der Schwangerschaftswochen

1988 war der erste einstufige Schwangerschaftstest unter dem Namen Clearblue erhältlich, bei dem das Ergebnis anhand eines blauen Streifens abgelesen werden konnte, der sich nach und nach abzeichnet. Das Resultat war nach drei Minuten sichtbar. 1996 kam der erste Clearblue-Test mit einer Wartezeit von nur einer Minute auf den Markt. Seit 2003 sind die Clearblue-Tests mit einem digitalen Display ausgestattet und das Ergebnis ist verbal eindeutig beschrieben mit „schwanger“ oder „nicht schwanger“.
2008 kam in Europa eine Version auf den Markt, die zusätzlich den Zeitpunkt der letzten Ovulation anzeigt, sodass die Dauer der Schwangerschaft ablesbar ist (entweder 1–2 Wochen, 2–3 Wochen oder mehr als 3 Wochen). Seit 2013 wird dieser Test unter dem Namen „Clearblue Advanced Digital Pregnancy Test with Weeks Estimator“ auch in den USA vertrieben.

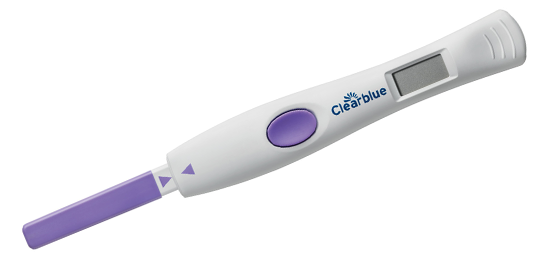
Ovulationstest misst zwei Hormone: LH und Östrogen

Unter dem Markennamen Clearblue werden auch Ovulationstests angeboten, mit denen die fruchtbaren Tage, an denen eine Empfängnis am wahrscheinlichsten ist, festgestellt werden können. 1989 kam der erste einstufige Ovulationstest auf den Markt, der das luteinisierende Hormon misst. Seit 1999 kann mit diesen Tests auch das Estron3-Glucuronid, ein Östrogen, gemessen werden. Auch der Ovulationstest von Clearblue hat seit 2004 ein digitales Display. 2013 kam ein Test auf den Markt, der beide Hormone gleichzeitig anzeigt.
Clearblue hat 2012 den Red Dot Design Award für das Produktdesign gewonnen. Der digitale Clearblue Ovulationstest gewann 2011 den Platin-Preis der Prima Baby Reader Awards.
Clearblue ist Sponsor von Flight for Every Mother Ltd., einem humanitären Projekt von Sophia Webster, das die Gesundheit von Müttern in Afrika unterstützt.

## SPD Swiss Precision Diagnostics GmbH
Die Unilever-Tochterfirma Unipath, die im Geschäftsfeld Diagnostik tätig ist, wurde 2001 an Inverness Medical Innovations Group verkauft und umbenannt in Alere. Seit 2007 wird Clearblue von SPD Swiss Precision Diagnostics GmbH angeboten, einem Joint Venture von Procter & Gamble und Alere. Die Firma hat den Hauptsitz in Genf. Das Unternehmen produziert auch die Verhütungs- und Fertilitätsplanungsprodukte Accu-Clear, Fact Plus Pregnancy Test, Clearplan und Persona Verhütungsmonitor.

## Clearblue Forschungszentrum

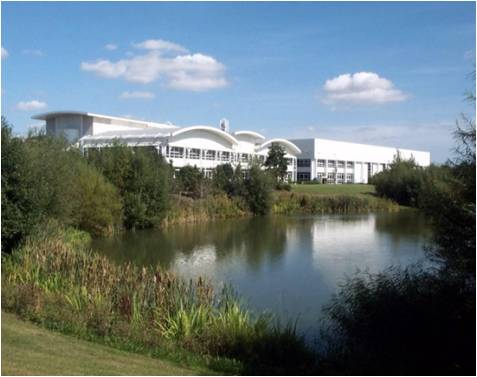
Clearblue Forschungszentrum

Im Clearblue Forschungsinstitut in Bedford (United Kingdom) sind über 130 Menschen beschäftigt. Das Forschungszentrum hat innerhalb der letzten 25 Jahre über 100 klinische Studien durchgeführt mit 500.000 Studienteilnehmern.